# 김종대 (격투기 선수)
김종대(1981년 2월 3일 ~ )는 대한민국의 종합격투기 선수이다.
3일 서울 장충체육관에서 열린 '로드FC 5-NIGHT OF CHAMPIONS' 대회에서 북파공작원 출신 프로파이터인 김종대(30, 원주팀포스)가 미들급 토너먼트 8강전에서 '광주짱' 이둘희에게 KO승을 거두며 준결승전에 진출했다.